# Giovanni Arrivabene

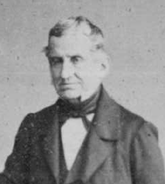
Giovanni Arrivabene

Giovanni graaf Arrivabene, ook bekend als Jean Arrivabene, (Mantua 24 juni 1786 - aldaar, 12 januari 1881) was een Italiaans-Belgisch econoom en een liberaal politicus. Hij werd bekend omwille van zijn sociaal-economische onderzoeken in verband met de arbeidersklasse.

## Levensloop

### Italiaanse tijd
Arrivabene was lid van een oude adellijke familie die in de middeleeuwen van Brescia naar Mantua verhuisd was. Hij interesseerde zich voor literatuur en economie en werkte mee aan de Conciliatore, het liberaal getinte blad van de Milanese romantische schrijvers.
In 1820 stichtte Arrivabene een liberale school in Mantua maar deze werd reeds na korte tijd gesloten door de Oostenrijkse overheid. Na een bezoek aan dichter Silvio Pellico werd Arrivabene aangehouden en beschuldigd van lidmaatschap van de Carbonari, een geheime revolutionaire beweging in Italië. Na een gevangenschap van 8 maanden werd hij vrijgelaten.
Arrivabene achtte het raadzaam om Italië te verlaten. Hij reisde via Zwitserland en Parijs, waar hij even verbleef en les volgde, naar Engeland waar hij begon met zijn economische onderzoeken dat zich toespitste op de stad Londen.

### Belgische tijd
Ondertussen was Arrivabene door de Oostenrijkse overheid ter dood veroordeeld en waren zijn goederen in Italië aangeslagen. In 1827 vroeg en kreeg Arrivabene asiel in België en vestigde zich op het kasteel van Gaasbeek. Hij hervatte zijn sociaal-economische onderzoeken. Zijn eerste onderzoek over de landbouwkolonies werd in 1830 door de latere eerste minister Sylvain Van de Weyer vertaald en opgenomen in de Revue Belge. Zijn volgende onderzoek ging over de economische toestand van de dagloners te Gaasbeek. Dit werk zou gedurende 70 jaar als referentie dienen voor onderzoeken van anderen over de dagloners.
In 1834 werd Arrivabene lid van de commissie die de Société Belge de Bienfaisance (Belgische Maatschappij van Weldadigheid) diende te hervormen. Ondanks het feit dat de Oostenrijkse keizer in 1838 algemene amnestie had afgekondigd, vroeg Arrivabene de Belgische nationaliteit aan. Deze werd hem toegekend in 1840. In 1842 werd Arrivabene lid van de provinciale commissie voor de statistiek van de provincie Brabant. Samen met Félix de Mérode stichtte Arrivabene in 1841 de Compagnie Belge de Colonisation (Belgische Maatschappij voor Volksplanting) waarmee een mislukte kolonisatiepoging werd ondernomen in Guatemala. In 1848 werd hij lid van de Hoge Raad voor Hygiëne en in 1850 werd Arrivabene provincieraadslid in de provincie Brabant.
Na een congres over volkseconomie was Arrivabene in 1855 medestichter en eerste voorzitter van de Société Royale d'Economie Politique de Belgique, een organisatie die nog steeds actief is en bijdraagt aan de uitstraling en de ontwikkeling van de economische wetenschappen in België.

### Terugkeer naar Italië
In 1860 keerde Arrivabene terug naar Italië nadat koning Victor Emmanuel II hem had benoemd tot senator. In Italië hield hij zich bezig met de hervorming van de wetten op de provincies en gemeenten en gebruikte daarvoor de Belgische wetgeving als voorbeeld. Op voorspraak van Arrivabene steunde Italië België tijdens de onderhandelingen voor de afkoop van de Scheldetol in 1862. Hiervoor kreeg Arrivabene een bedankbrief van Auguste Lambermont, die de Belgische onderhandelingen voerde en werd hij benoemd tot buitengewoon ambassadeur van Italië in België. Arrivabene bleef Italiaans senator tot in 1880 toen hij reeds 94 jaar was.

## Onderscheidingen
Arrivabene werd in 1865 lid van de Académie des sciences morales et politiques, een van de vijf academies van het Institut de France. In 1866 werd hij lid van de Académie Royale de Belgique.
In 1862 werd hij grootofficier in de Orde van Sint-Mauritius en Sint-Lazarus en in 1866 kreeg hij het Grootkruis in die orde. In 1868 werd hij grootofficier in de Orde van de Italiaanse Kroon en kreeg in 1875 het Grootkruis in die orde. In 1878 werd Arrivabene ridder in de Civiele Orde van Verdienste van Savoye.

## Werken
- Beneficenza della cittá di Londra, Lugano, 1827
- Di varie societá e istituzioni di benficenza in Londra, Lugano, 1832
- Exposé de la situation des institutions de bienfaisance pour les pauvres dans la Royaume des Pays-Bas en 1829, Brussel, 1829
- Cosidérations sur les principaux moyens d'améliorer les sort des classes ouvrières, Brussel, 1832
- Lettres sur les colonies agricoles de la Belgique, Brussel, 1833
- Enquête sur l'état des paysans de la Commune de Gaesbeek, Brussel, 1833
- Principes fondamentaux de l'économie politique, Parijs, 1836
- Sur la condition des laboureurs et des ouvriers belges et sur quelques mesures pour l'améliorer, Brussel, 1845
- Intorno ad un epoca della mia vita (1820-22), Turijn, 1860 (memoires met 6 onuitgegeven brieven van Silvio Pellico)
- Osservazioni sulla legge provinciale e communale, Florence, 1864
- Della legge che ha abolito nel Belgio il dazio di consumo detto octroi, Turijn, 1864
- Scritti morali ed economici, Florence, 1870
- Memorie della mia vita (1795-1859), Florence, 1879 (memoires)

- Bibliothèque nationale de France: cb105985157 (data)
- Biografisch Portaal: 95134482
- Catàleg d'autoritats de noms i títols de Catalunya: 981058529256406706
- Gemeinsame Normdatei: 116353376
- Historisch woordenboek van Zwitserland: 013872
- International Standard Name Identifier: 0000 0000 7141 0665
- Library of Congress Control Number: n88132519
- Nationale Bibliotheek van Israël: 987007278143805171
- Nederlandse Thesaurus van Auteursnamen: 070856842
- Istituto Centrale per il Catalogo Unico: RAVV083591
- Système universitaire de documentation: 088932281
- Virtual International Authority File: 55702740
- WorldCat: E39PBJwdfYWvRD9Qyjg7CHJFKd